# بيريوان خيلاني
بيريوان مصلح عبد الكريم اسعد خيلاني وهي سياسية عراقية وعضو مجلس النواب العراقي، ولدت في سنة 1962 في السليمانية.